# Divisioni amministrative dell'Impero ottomano

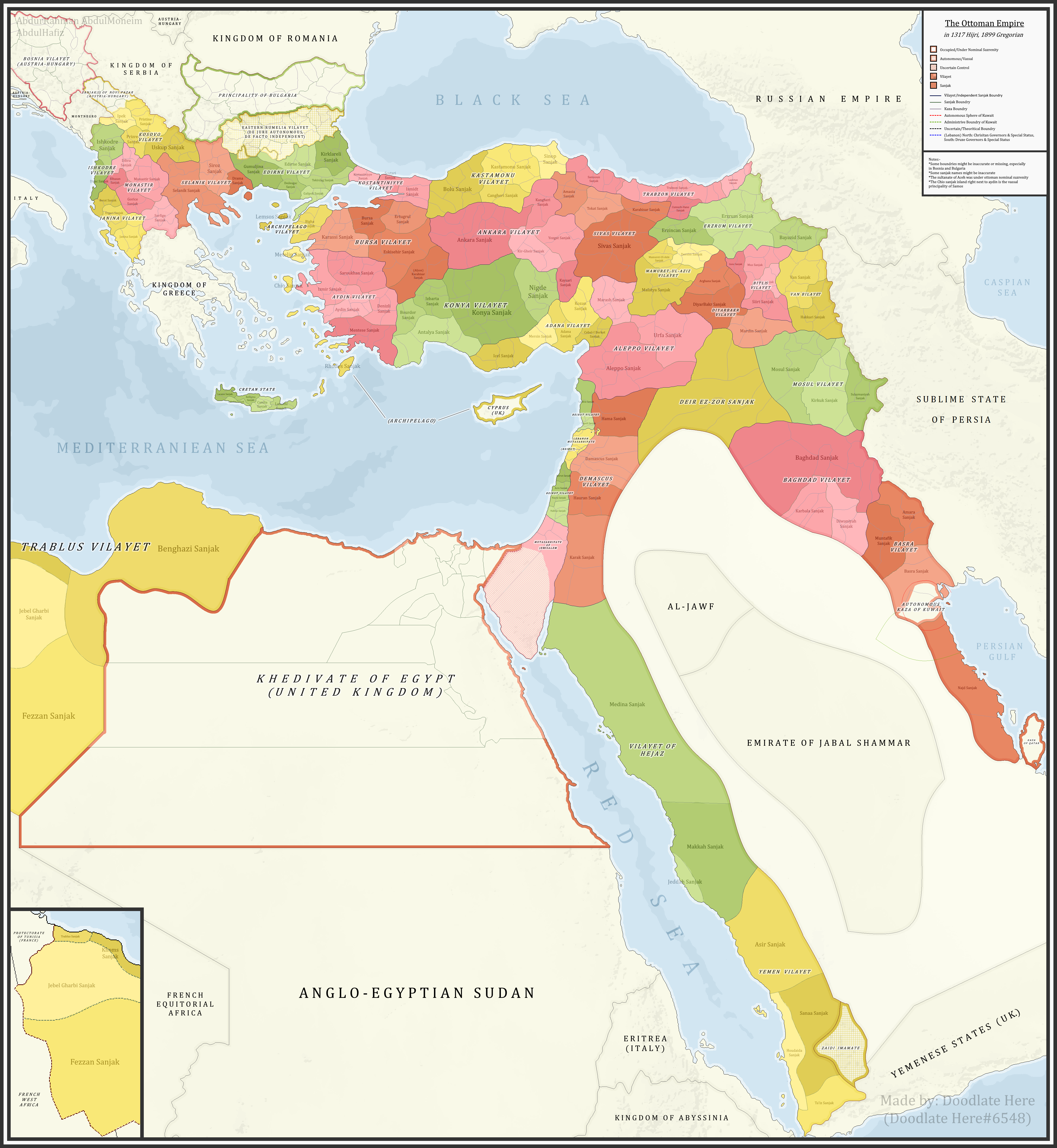
Suddivisione amministrativa dell'impero nel XIX secolo (Vilayet e sangiaccati)

Le Divisioni amministrative dell'Impero ottomano erano delle divisioni amministrative proprie dell'organizzazione statale dell'Impero ottomano. All'interno di questo sistema venivano riconosciuti diversi Stati vassalli e tributari.
L'Impero ottomano era suddiviso in province nel senso di unità territoriali fissate con governatori nominati dal sultano, sin dalla fine del XIV secolo. I beylerbey, o Governatori, di ciascuna provincia venivano nominati direttamente dal governo centrale. I Sanjak venivano governati dai "bey dei sanjak" (detti anche sancakbeyi), scelti dai più alti ranghi militari dell'esercito sempre per mano del governo centrale ottomano. I Beylerbeyi avevano autorità sulle loro regioni. Kaza era la suddivisione di un sanjak e faceva riferimento al distretto amministrativo di base, governato da un kadı.
È considerato estremamente difficile definire oggi gli esatti confini delle province e dei domini ottomani, dal momento che questi cambiarono in continuazione nel corso della lunga storia dell'Impero. Sino al periodo delle Tanzimat, i confini delle unità amministrative fluttuarono, riflettendo i cambi di strategie degli Ottomani, le emergenze e le nuove necessità che via via presentava ciascuna regione. Tutte le suddivisioni avevano poi al loro interno un numero variabile di tribù nomadi che contribuivano a variare le figure della popolazione.
Le suddivisioni turche sono spesso note con nomi differenti come vilayet, eyalet, beylerbeylik, sancak, nahiye, kaza, ecc. che corrispondono ai nostri "regione", "provincia", "distretto" e che a livello di significato è quanto più simile all'originale turco.

## L'organizzazione iniziale
L'organizzazione iniziale si data all'inizio della storia ottomana con lo Stato vassallo di Seljuk (Uç Beyliği) nell'Anatolia centrale. L'Impero ottomano negli anni riuscì ad amalgamare a sé tutti gli Stati preesistenti, i beylicati dell'Anatolia sotto l'unico dominio della Casa di Osman.
Questa estensione era basata su un sistema amministrativo già stabilito dalla struttura del sistema selgiuchide, nel quale i governanti ereditari di questi territori erano conosciuti col nome di Bey. Questi Bey (signori locali), non vennero ad ogni modo eliminati, continuando a governare anche sotto la sovranità dei sultani ottomani. Il termine "Bey" venne applicato non solo a questa forma di governanti ma anche ai nuovi governatori nominati ove la leadership locale fosse stata eliminata.
L'Impero ottomano fu, in un primo momento, suddiviso in sanjak del sovrano e altri sanjak concessi ai figli del sultano ottomano. I sanjak vennero governati dai Bey sanja, governatori militari che ricevevano il diritto di portare una bandiera o uno stendardo – un "sanjak" appunto - concessogli direttamente dal sultano.
Con l'espansione dell'Impero ottomano in Europa, la necessità di creare livelli intermedi di amministrazione crebbe e, sotto il governo di Murad I (r. 1359-1389), venne creato un beylerbey o governatore generale per supervisionare gli affari della Rumelia, la parte europea dell'Impero appunto. Alla fine del XIV secolo, un beylerbeylicato venne stabilito anche per l'Anatolia, la cui capitale era Kütahya. Egli venne sempre considerato inferiore come rango al beylerbey di Rumelia, dal momento che le aree più grandi avevano maggiore autorità su quelle più piccole.
A seguito della fondazione dei primi beylerbeylicati i sanjak divennero divisioni amministrative di secondo ordine, anche se continuarono a rivestire ruoli organizzativi importanti. Oltre ai loro compiti come governatori generali, i beylerbey erano anche comandanti di tutte le truppe della loro provincia.

## Unità amministrative di primo livello

### Eyalet
L'eyalet era un territorio sottoposto al governo di un beylerbey, suddiviso al suo interno in sanjak.
Dopo le conquiste tra il 1362 e il 1400 di Murad I e di suo figlio Bayezid I, si rese necessaria una riorganizzazione del territorio ottomano. Durante i primi anni di regno di Bayezid, i primi due eyalet a essere fondati furono l'eyalet di Rumelia, comprendente tutte le terre conquistate in Europa, e l'eyalet di Anatolia, comprendente tutte le conquiste fatte in Asia Minore. Con l'espansione del reame di Bayezid verso oriente negli anni '90 del Trecento, venne creato anche l'eyalet di Rum, con Amasya quale capoluogo. Questa divenne la sede del governo del figlio minore di Bayezid, Mehmet I, e rimase residenza dei governatori locali sino al XVI secolo.
Nel 1395, Bayezid I decapitò l'ultimo zar shishmanide di Bulgaria ed annetté i suoi territori all'eyalet di Rumelia. Nel 1461, Mehmed II riuscì ad espellere l'ultimo membro della dinastia degli Isfendiyaridi da Sinop, concedendogli delle terre presso Bursa in cambio del suo territorio trasmesso per ereditarietà. Il principato isfendyaride divenne un distretto dell'eyalet di Anatolia. Nel 1468, venne fondato l'Eyalet di Karaman a seguito dell'annessione del Beilicato di Karaman; Mehmed II nominò suo figlio Mustafa quale governatore del nuovo eyalet, con sede a Konya.
Il XVI secolo vide la crescita di molti eyalet, in gran parte per via delle conquiste di Selim I e Solimano I, che crearono il bisogno di incorporare il nuovo territorio nella struttura dell'Impero, attraverso la parziale riorganizzazione del territorio esistente. Un elenco compilato nel 1527 indicava otto eyalet, quelli di Egitto, Siria, Diyarbekir e Kurdistan aggiunti ai quattro originari. Quest'ultimo eyalet, ad ogni modo, non sopravvisse come entità amministrativa per lungo tempo. Le conquiste di Solimano nella Turchia orientale, in Iraq ed in Ungheria portarono alla creazione di nuovi eyalet.
Il Beilikato dei Dulqadiridi venne trasformato nell'Eyalet di Dulkadir poco dopo la sua annessione all'Impero nel 1522. Dopo la campagna iraniana del 1533–6, i nuovi eyalet di Erzurum, Van, Shehrizor e Baghdad garantirono la frontiera con l'Iran. Nel 1541 venne creato l'eyalet di Buda come parte del vecchio Regno d'Ungheria. L'Eyalet delle Isole venne creato da Solimano I esclusivamente per Hayreddin Barbarossa nel 1533, derivando distretti dalle isole dell'Egeo che precedentemente avevano fatto parte degli eyalet di Rumelia e Anatolia, unendole in un unico eyalet indipendente.
Nel 1580 la Bosnia, precedentemente parte del distretto di Rumelia, divenne un eyalet indipendente, presumibilmente in vista della sua posizione strategicamente importante al confine con gli Asburgo. Considerazioni simili portarono alla creazione dell'eyalet di Kanizsa dai distretti attorno a questa fortezza, che era caduta nelle mani degli ottomani nel 1600. Nel medesimo periodo, l'annessione dei distretti della Rumelia alle terre del Danubio e del Dniepr ed alla costa del Mar Nero, portarono alla creazione dell'eyalet di Ochakov. Quasi contemporaneamente, sulle sponde sud-orientali del Mar Nero, venne creato l'eyalet di Trebisonda. Il proposto di questa riorganizzazione e la creazione dei nuovi eyalet furono la difesa dei porti del Mar Nero contro i cosacchi.
Dal 1500, i quattro eyalet centrali dell'Impero - Rumelia, Anatolia, Rum e Karaman - si trovavano sotto controllo diretto. Valacchia, Moldavia e il Khanato di Crimea, territori che Mehmed II aveva tenuto sotto la propria sovranità, rimasero sotto il controllo delle dinastie locali che però erano tributarie al sultano. Eguale destino toccò al Regno d'Ungheria (1000-1538) dopo la battaglia di Mohács del 1526. Dal 1609, secondo la lista di Ayn Ali, vi erano 32 eyalet. Molti di questi, come Tripoli, Cipro o Tunisi, erano conquiste di espoliazione. Altri, invece, erano prodotti di divisioni amministrative.

### Vilayet
I vilayet vennero introdotti con la promulgazione della "Legge dei Vilayet" (in turco: Teskil-i Vilayet Nizamnamesi) nel 1864, come parte delle riforme amministrative dell'Impero. A differenza del precedente sistema degli eyalet, la legge del 1864 stabilì una gerarchia di unità amministrative: vilayet, liva/sanjak, kaza e consiglio del villaggio, ai quali un'ulteriore legge del 1871 aggiunse il nabiye. La legge del 1864 specificò anche le responsabilità del governatore (Vali) di un vilayet e dei suoi consigli. Allo stesso tempo, la legge concedeva ai governatori vaste occasioni di azioni indipendenti come di responsabilità.

## Unità amministrative di secondo livello
Le province (eyalet) erano divise in sanjak (chiamati anche liva) governati da sanjakbey (chiamati anche Mutesarrif) e vennero suddivisi ulteriormente in timar (feudi tenuti da timarioti), kadiluk (area sotto la responsabilità di un giudice, o Kadı) e zeamet (anche ziam; grandi timars).
Il sanjak era governato come un vilayet su scala minore. I Mutesarrif vennero nominati per decreto imperiale, e rappresentavano il Vali, corrispondendone di fatto il governo ad eccezione di specifiche circostanze ove un sanjak era di fatto indipendente, caso in cui il Mutesarrif corrispondeva direttamente al Ministero dell'Interno.
I Governatori di sanjak prestavano servizio anche come governatori militari di tutti i tamarioti e gli zeamet (cavalieri) del loro sanjak. Alcune province come l'Egitto, Baghdad, Abissinia e Al-Hasa (la provincia salyana) non vennero suddivisi in sanjak e timar. L'area governata da un Aga era solitamente nota come Agaluk. Il termine Arpalik, o Arpaluk, si riferisce ad un grande possedimento (ad esempio un sanjak) concesso ad una personalità in posizione elevata, o a un margravio, come arrangiamento temporaneo per l'assetto di una situazione.

### Sangiaccati
I distretti ricavati negli eyalet erano conosciuti col nome di sangiaccati, ciascuno al comando di un sanjak-bey. Il numero di sangiaccati di ciascun eyalet variava considerevolmente da caso a caso. Nel 1609, Ayn Ali notò come nella sola Rumelia vi fossero 24 sangiaccati ma sei di questi nel Peloponneso vennero presto staccati per formare il separato eyalet della Morea. L'Anatolia aveva 14 sangiaccati e l'eyalet di Damasco ne aveva 11. Vi erano inoltre molti eyalet che non avevano la divisione formale in sangiaccati. Tra questi, nell'elenco di Ayn Ali troviamo Baṣra e parte dell'eyalet di Baghdad, Al-Hasa, Egitto, Tripoli, Tunisi e Algeri. Egli aggiunse all'elenco anche lo Yemen, con la nota che "al momento gl imam ne hanno usurpato il controllo". Questi eyalet erano, ad ogni modo, eccezionali: la tipica disposizione prevedeva la divisione di regola in sangiaccati. Dal XVI secolo, il sangiaccato venne istituito per aree popolate che superassero i 100.000 abitanti, mentre in precedenza il criterio adottato era quello della presenza o meno di signorie e principati locali precedenti anche alla conquista ottomana. Molti sangiaccati infatti preservarono i nomi delle dinastie che avevano governato quelle terre già in precedenza.
Nel 1609, Ayn Ali riportò una nuova nota sul loro status formale. Elencando i sangiaccati dell'eyalet di Diyarbekir, egli annotò che vi erano dieci "distretti ottomani" e, inoltre, otto "distretti dei signori curdi". In questi casi, quando un signore locale moriva, il governatorato non veniva concesso a un'altra persona, bensì a suo figlio. Esternamente, però, essi apparivano come sangiaccati ottomani a tutti gli effetti. Oltre a questi, Ayn Ali denotò anche l'esistenza di cinque "sangiaccati sovrani", sui quali i signori locali disponevano di diritto di "proprietà privata" e che erano posti fuori dal sistema di governo provinciale. Distretti simili si trovavano nell'eyalet di Çıldır nella Turchia nord-orientale e, i più noti, nell'eyalet di Van dove i Khan di Bitlis governarono indipendenti sino al XIX secolo. Altre aree, inoltre, godevano di autonomia o semi-autonomia. Nella seconda metà del XVI secolo, Kilis passò sotto governatorato ereditario della famiglia Janbulad, mentre Adana rimase sotto il controllo della dinastia pre-ottomana dei Ramazanoghlu. In Libano, Ayn Ali riporta l'esistenza dei capi Drusi con la seguente nota: "vi sono signori non musulmani nelle montagne". Altre enclavi autonome nell'Impero, riconosciute o meno nella forma del sangiaccato, dal XVI secolo, erano casi eccezionali.
Gran parte dei sangiaccati nell'Impero dunque erano per nomina non ereditaria, spesso di personaggi che non avevano connessioni territoriali nell'area da governare e mai a due membri in successione appartenenti alla medesima famiglia.

### Sanjak-bey
L'incarico di Sanjak-bey veniva derivato da quello dei Beylerbey di minor scala. Come i Beylerbey, i Sanjak-bey derivavano le loro entrate da prebende, che consistevano in tasse annuali derivate dai villaggi, dai porti e da territori di diritto.
Come i Beylerbey, i Sanjak-bey erano anche comandanti militari. Il termine sanjak significa "bandiera" o "stendardo" e, in tempo di guerra, i cavalieri in servizio nell'esercito di un sanjak ne portavano lo specifico stendardo. Le truppe di ciascun sanjak, al comando del loro governatore, si assemblavano in un esercito e combattevano sotto l'unico stendardo del Beylerbey dell'eyalet a cui facevano riferimento. In questo modo, la struttura di comando del campo di battaglia riprendeva esattamente la situazione del governo provinciale. Nel proprio sanjak, un governatore era responsabile di mantenere l'ordine pubblico e di garantire la cooperazione tra i feudatari locali, arrestando e punendo i disertori. Per questo solitamente egli riceveva la metà delle imposte nette dello stato, mentre l'altra metà era assegnata ai detentori di feudi. I governatori dei sanjak solitamente avevano altri compiti come ad esempio il combattere i banditi, lo stanare gli eretici, il provvedere risorse all'esercito o provvedere materiale per la costruzione di navi per il sultano.

## Suddivisione amministrativa

### Suddivisione in province
- Eyalet d'Abissinia (turco ottomano: ایالت حبش Eyālet-i Ḥabeš; turco: Habeş Eyaleti);
- Eyalet dell'Abkhazia (turco: Abhaz Eyaleti);
- Eyalet di Adana (turco ottomano: ایالت آطنه Eyālet-i Āṭanâ; turco: Adana Eyaleti);
- Eyalet d'Algeria (turco ottomano: ایالت جزایر غرب Eyālet-i Jezāyir-i Gharb; turco: Cezayir-i Garb Eyaleti);
- Eyalet di Aleppo (turco ottomano: ایالت حلب Eyālet-i Ḥaleb; turco: Halep Eyaleti);
- Eyalet di Akhaltsikhe (turco: Ahıska Eyaleti);
- Eyalet di Anatolia (turco ottomano: ایالت آناطولی Eyālet-i Ānāṭōlī; turco: Anadolu Eyaleti);
- Eyalet di Ankara (turco ottomano: ایالت آنقره Eyālet-i Ānqarâ; turco: Ankara Eyaleti);
- Eyalet dell'Arcipelago (turco ottomano: ایالت جزایر بحر سفید Eyālet-i Jezāyir-i Baḥr-i Sefīd; turco: Cezayir-i Bahr-i Sefid Eyaleti);
- Eyalet di Aidin (turco ottomano: ایالت آیدین Eyālet-i Āydīn; turco: Aydın Eyaleti);
- Eyalet di Baghdad (turco ottomano: ایالت بغداد Eyālet-i Baġdād; turco: Bağdat Eyaleti);
- Eyalet di Basra (turco ottomano: ایالت بصره Eyālet-i Baṣrâ; turco: Basra Eyaleti);
- Eyalet di Bosnia (turco ottomano: ایالت بوسنه Eyālet-i Bōsnâ; turco: Bosna Eyaleti);
- Eyalet di Budin (turco ottomano: ایالت بودین Eyālet-i Būdīn; turco: Budin Eyaleti);
- Eyalet di Kefe (turco ottomano: ایالت کفه Eyālet-i Kefê; turco: Kefe Eyaleti);
- Eyalet di Childir (turco ottomano: ایالت چلدر Eyālet-i Čildir; turco: Çıldır Eyaleti);
- Eyalet di Cipro (turco ottomano: ایالت قبرص Eyālet-i Qibriṣ; turco: Kıbrıs Eyaleti);
- Eyalet di Creta (turco ottomano: ایالت گریت Eyālet-i Girīt; turco: Girit Eyaleti);
- Eyalet del Daghestan (turco: Dağıstan Eyaleti);
- Eyalet di Dmanisi (turco: Tumanis Eyaleti);
- Eyalet di Damasco (turco ottomano: ایالت شام Eyālet-i Šām; turco: Şam Eyaleti);
- Eyalet di Diyarbekir (turco ottomano: ایالت دیاربکر Eyālet-i Diyār-i Bekr; turco: Diyâr-ı Bekr Eyaleti);
- Eyalet di Dulkadir (turco ottomano: ایالت ذو القادریه / دولقادر Eyālet-i Ẕū l-Qādirīyê / Dūlqādir; turco: Zûlkâdiriyye / Dülkadir Eyaleti);
- Eyalet di Adrianopoli (turco ottomano: ایالت ادرنه Eyālet-i Edirnê; turco: Edirne Eyaleti);
- Eyalet di Eğri (turco: Eğri Eyaleti);
- Eyalet d'Egitto (turco ottomano: ایالت مصر Eyālet-i Miṣir; turco: Mısır Eyaleti);
- Eyalet di Erzegovina (turco ottomano: ایالت هرسک Eyālet-i Hersek; turco: Hersek Eyaleti);
- Eyalet di Erzurum (turco ottomano: ایالت گریت Eyālet-i Erżurūm; turco: Erzurum Eyaleti);
- Eyalet di Ganja (turco: Gence Eyaleti);
- Eyalet di Gori (turco: Gori Eyaleti);
- Eyalet di Győr (turco: Yanik Eyaleti);
- Eyalet di Giannina (turco ottomano: ایالت یانیه Eyālet-i Yānyâ; turco: Yanya Eyaleti);
- Eyalet dello Higiaz (turco ottomano: ایالت حجاز Eyālet-i Ḥijāz; turco: Hicaz Eyaleti);
- Eyalet di Hüdavendigâr (turco ottomano: ایالت خداوندگار Eyālet-i Ḥüdāvendigār; turco: Hüdavendigâr Eyaleti);
- Eyalet di Istanbul (turco ottomano: ایالت استانبول Eyālet-i Istānbūl; turco: İstanbul Eyaleti);
- Eyalet di Kakheti (turco: Kaheti Eyaleti);
- Eyalet di Kanje (turco ottomano: ایالت کانیژه Eyālet-i Kānīžê; turco: Kanije Eyaleti);
- Eyalet di Karaman (turco ottomano: ایالت قره‌مان Eyālet-i Qarâmān; turco: Karaman Eyaleti);
- Eyalet di Karesi (turco ottomano: ایالت کره‌سی Eyālet-i Karêsī; turco: Karesi Eyaleti);
- Eyalet di Kars (turco ottomano: ایالت قارص Eyālet-i Qārṣ; turco: Kars Eyaleti);
- Eyalet di Kastamonu (turco ottomano: ایالت قسطمونی Eyālet-i Qasṭamōnī; turco: Kastamonu Eyaleti);
- Eyalet di Lahsa (turco ottomano: ایالت لحسا Eyālet-i Laḥsā; turco: Lahsa Eyaleti);
- Eyalet del Kurdistan (turco ottomano: ايالت كردستان Eyâlet-i Kurdistân; turco: Kürdistan Eyaleti);
- Eyalet di Lori (turco: Lori Eyaleti);
- Eyalet del Lazistan (turco ottomano: ایالت لازستان ه Eyâlet-i Lazona; turco: Lazistan Eyaleti);
- Eyalet della Moldavia (turco: Boğdan Eyaleti);
- Eyalet di Monastir (turco ottomano: ایالت مناستر Eyālet-i Manāstir; turco: Manastır Eyaleti);
- Eyalet di Morea (turco ottomano: ایالت موره Eyālet-i Mōrâ; turco: Mora Eyaleti);
- Eyalet di Mossul (turco ottomano: ایالت موصل Eyālet-i Mūṣul; turco: Musul Eyaleti);
- Eyalet di Nakhchivan (turco: Nahçivan Eyaleti);
- Eyalet di Niš (turco: Niş Eyaleti);
- Eyalet di Nogai (turco: Nogay Eyaleti);
- Eyalet di Özü (turco ottomano: ایالت نیش Eyālet-i Ȫzī; turco: Özü Eyaleti);
- Eyalet di Podolia (turco ottomano: ایالت پودولیا Eyālet-i Pōdōlyā; turco: Podolya Eyaleti);
- Eyalet di Poti (turco: Faş Eyaleti);
- Eyalet di Rakka (turco ottomano: ایالت رقه Eyālet-i Raqqâ; turco: Rakka Eyaleti);
- Eyalet di Rum (turco ottomano: ایالت روم Eyālet-i Rūm; turco: Rum Eyaleti);
- Eyalet di Rumelia (turco ottomano: ایالت روم ایلی Eyālet-i Rūmēlī; turco: Rumeli Eyaleti);
- Eyalet di Salonicco (turco ottomano: ایالت سلانیک Eyālet-i Selānīk; turco: Selanik Eyaleti);
- Eyalet di San'a' (turco: San'a Eyaleti);
- Eyalet di Shamakhi (turco: Şamahı Eyaleti);
- Eyalet di Sharazor (turco ottomano: ایالت شهر زور Eyālet-i Šehr-i Zōr; turco: Şehrizor Eyaleti);
- Eyalet di Shirvan (turco: Şirvan Eyaleti);
- Eyalet di Sidone (turco ottomano: ایالت صیدا Eyālet-i Ṣaydā; turco: Sayda Eyaleti);
- Eyalet di Silistra (turco ottomano: ایالت سیلیستره Eyālet-i Sīlīstrê; turco: Silistre Eyaleti);
- Eyalet di Sivas (turco ottomano: ایالت سیواس Eyālet-i Sīvās; turco: Sivas Eyaleti);
- Eyalet di Szigetvár (turco: Sigetvar Eyaleti);
- Eyalet di Tabriz (turco: Tebriz Eyaleti);
- Eyalet di Tbilisi (turco: Tiflis Eyaleti);
- Eyalet di Temeșvar (turco ottomano: ایالت تمشوار Eyālet-i Temešvār; turco: Temeşvar Eyaleti);
- Eyalet di Trebisonda (turco ottomano: ایالت طربزون Eyālet-i Ṭrabzōn; turco: Trabzon Eyaleti);
- Eyalet di Tripoli (turco ottomano: ایالت طرابلس شام Eyālet-i Ṭrāblus-i Šām; turco: Trablusşam Eyaleti);
- Eyalet della Tripolitania (turco ottomano: ایالت طرابلس غرب Eyālet-i Ṭrāblus-i Ġarb; turco: Trablusgarp Eyaleti);
- Eyalet di Tunisi (turco ottomano: ایالت تونس Eyālet-i Tūnus; turco: Tunus Eyaleti);
- Eyalet di Uyvar (turco ottomano: ایالت اویوار Eyālet-i Ūyvār; turco: Uyvar Eyaleti);
- Eyalet della Valacchia (turco ottomano: ايالت افلاق Eyālet-i Eflâk; turco: Eflak Eyaleti);
- Eyalet di Van (turco ottomano: ایالت وان Eyālet-i Vān; turco: Van Eyaleti);
- Eyalet di Várad (turco ottomano: ایالت وارد Eyālet-i Vārad; turco: Varat Eyaleti);
- Eyalet di Vidin (turco ottomano: ایالت ویدین Eyālet-i Vīdīn; turco: Vidin Eyaleti);
- Eyalet dello Yemen (turco ottomano: ایالت یمن Eyālet-i Yemen; turco: Yemen Eyaleti);
- Eyalet di Yerevan (turco: Erivan Eyaleti);
- Eyalet di Zabid (turco: Zebit Eyaleti);
- Eyalet di Zigetvar (turco ottomano: ایالت زیگتوار Eyālet-i Zīgetvār; turco: Zigetvar Eyaleti);

### Stati vassalli
Vi erano inoltre una serie di Stati semi-indipendenti e vassalli:
- principato di Valacchia
- principato di Moldavia
- Repubblica di Ragusa (Ragusa)
- Repubblica della Maina
- khanato di Crimea (Bakcisaraj)
- khanato di Bitlis
- sceiccato di Lahig
- sceiccato del Kuwait (Madinat al-Kuwait)
- sceiccato di al-Hasa (Arabia)
- sceiccati del Hadramawt
- emirato del Samhàar (Archico)
- emirato di Dancala
- tribù circasse
- bey di Misurata
- bey di Derna
- bey di Barca (Bengasi)
- bey di Tripoli (pascià ereditario dei Karamanli) (Trablus-i Gharb)
- bey di Tunisi
- dey di Algeri o Gharb
- bey di Mascara
- bey di Costantina
- bey di Medea e Titteria
- bey di Tlemcen
- emirato del Fezzan
- repubblica di Rabat
- repubblica di Salè
- khanato di Kuban (Cesmes)
- sceiccato del Najed (al-Riad)
- regno di Cachezia
- regno di Karthli e Georgia (Tbilisi)
- Regno d'Imerezia (Kutaisi)
- principato di Guriel (Poti)
- khanato di Gangia (1747)
- Principato di Abkazia (Gagra)
- Principato di Mingrelia (Samegrelo)
- principato di Svanezia